# Salouël
Salouël is een gemeente in het Franse departement Somme (regio Hauts-de-France) en telt 4162 inwoners (1999). De plaats maakt deel uit van het arrondissement Amiens.

## Geografie
De oppervlakte van Salouël bedraagt 4,6 km², de bevolkingsdichtheid is 904,8 inwoners per km².
De onderstaande kaart toont de ligging van Salouël met de belangrijkste infrastructuur en aangrenzende gemeenten.

## Demografie
Onderstaande figuur toont het verloop van het inwonertal (bron: INSEE-tellingen).